# Amegilla rufescens
Amegilla rufescens är en biart som först beskrevs av Heinrich Friese 1911.  Amegilla rufescens ingår i släktet Amegilla och familjen långtungebin. Inga underarter finns listade i Catalogue of Life.